# Matagi
Un matagi (又鬼) est un chasseur traditionnel de la région du Tōhoku dans le Nord du Japon, en particulier dans les forêts du Shirakami-Sanchi entre Akita et Aomori. Ces hommes chassent le cerf et l'ours, et leur culture a beaucoup en commun avec le culte de l'ours du peuple aïnou. Ils vivent dans de petits hameaux forestiers en hautes altitudes et s’engageaient dans l'agriculture pendant la saison de plantation et de récolte. En hiver et au début du printemps, ils forment des groupes de chasse passant parfois des semaines dans la forêt. Avec l'introduction des armes à feu au XXe siècle, le besoin de chasse à l'ours en groupe a diminué, entraînant un déclin de la culture matagi.

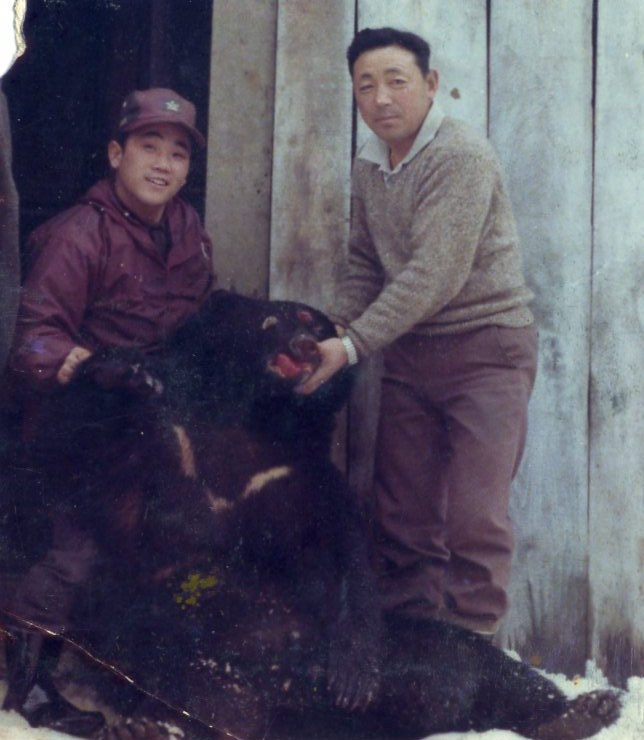
Deux Matagi avec un ours noir d’Asie tué, en 1966 à Kamikoani, préfecture d’Akita.

Les hameaux des matagis se trouvent dans les districts de Nishitsugaru et Nakatsugaru (Aomori), Kitaakita et Senboku (Akita), Waga (Iwate), Nishiokitama et Tsuruoka (Yamagata), Murakami et Nakauonuma (Niigata et Nagano).
L'existence des matagis est attestée dès la période médiévale, mais certains continuent à chasser aujourd'hui. Ils sont entrés en conflit avec les écologistes puisque la forêt est maintenant partiellement dégagée. Ils ne chassent plus le saro, qui est une espèce protégée, mais continuent de chasser l'ours. Ils disposent pour cela d'une licence spéciale.
Le vocabulaire spécifique de la chasse des matagis contient des mots de la langue aïnou,. Par exemple, le mot matagi lui-même est peut-être d'origine aïnou, matangi ou matangitono signifiant « homme d'hiver » ou « chasseur ».

## Dans la littérature
Les matagis apparaissent dans le roman biographique L'Homme-chien : Une vie peu commune dans une lointaine montagne de Martha Sherrill, qui contient une description d'un véritable matagi moderne nommé Uesugi qui est un ami des personnages principaux et aide à préserver la race de chien Akita, que les matagis utilisent énormément pour la chasse.

Dans le manga Golden Kamui de Satoru Noda, le personnage de Tanigaki Genjiro est un matagi.